# Pfaffenbergbrücke
Die Pfaffenbergbrücke ist eine Eisenbahnbrücke der Tauernbahn in der österreichischen Gemeinde Reißeck. Sie war nach der Fertigstellung im Jahr 1971 mit 200 m Stützweite europaweit die größte Bogenbrücke aus Stahlbeton, die vom Eisenbahnverkehr genutzt wird. Das zweigleisige Bauwerk liegt in Kärnten bei Obervellach und überspannt in einer maximalen Höhe von 100 m ein Quertal des Mölltales. Die Errichtung erfolgte im Rahmen der Neutrassierung der Tauernbahn als Ersatz für eine ältere Stahlbrücke, die das Quertal ein Stück weiter innen überspannte.
Die Brücke weist eine Gesamtlänge von 377 m auf. Der 10 m breite Stahlbeton-Überbau ruht größtenteils auf einem 200 m weit spannenden Bogen, der eingespannt in die Kämpferfundamente, eine Pfeilhöhe von 50 m besitzt.
Der Bogen wurde auf einem freitragenden Lehrgerüst mit einem schrittweisen Aufbau des Bogenquerschnittes hergestellt.
Auf der gleichen Strecke steht etwa 1 km weiter bergwärts die Falkensteinbrücke.